# Villarrobledo
Villarrobledo ist eine Gemeinde in der spanischen Provinz Albacete der Autonomen Region Kastilien-La Mancha. Sie liegt etwa 721 m  über dem Meeresspiegel nordwestlich der Stadt Albacete in der Landschaft La Mancha.
2024 hatte die Gemeinde 25.262 Einwohner. Sie ist der Mittelpunkt eines Getreide- und Weinanbaugebietes, wo auch Viehzucht und Käseherstellung betrieben wird.

## Geschichte
Villarrobledo wurde im 13. Jahrhundert gegründet. Im Verlauf des Ersten Karlistenkriegs fand hier am 20. September 1836 die Schlacht bei Villarrobledo statt, in der General Isidro de Alaix Fábregas, der die spanische Regentin Maria Christina unterstützte, dem Karlistenführer Miguel Gómez Damas eine schwere Niederlage beibrachte. 1929 erhielt Villarrobledo von König Alfons XIII. das Stadtrecht verliehen.

## Sehenswürdigkeiten
In Villarrobledo befinden sich die spätgotische, im 15./16. Jahrhundert erbaute Kirche San Blas, ferner ein aus dem 17. Jahrhundert stammendes Rathaus und viele Renaissancehäuser.

## Söhne und Töchter der Gemeinde
- Manuel Herreros (* 1963), Motorradrennfahrer
- Alonso Ortiz (1445–1507), spanischer Theologe und Humanist